# La Drôme Classic 2022
La Drôme Classic 2022 – 10. edycja wyścigu kolarskiego La Drôme Classic, która odbyła się 27 lutego 2022 na trasie o długości ponad 191 kilometrów wokół miejscowości Étoile-sur-Rhône. Wyścig kategorii 1.Pro był częścią UCI ProSeries 2022.

## Uczestnicy

### Drużyny
| WorldTeams (11)- AG2R Citroën Team - Groupama-FDJ - Cofidis - Bora-Hansgrohe - Astana Qazaqstan Team - Lotto-Soudal - Intermarché-Wanty-Gobert Matériaux - Trek-Segafredo - Quick-Step Alpha Vinyl - Jumbo-Visma - UAE Team Emirates ProTeams (6)- TotalEnergies - B&B Hotels-KTM - Arkéa-Samsic - Alpecin-Fenix - Bingoal Pauwels Sauces WB - Uno-X Pro Cycling Team Continental teams (5)- Saint Michel-Auber 93 - Go Sport-Roubaix Lille Métropole - UC Nantes Atlantique - Nice Métropole Côte d'Azur - Riwal |
| |

### Lista startowa
| Quick-Step Alpha Vinyl QST | Quick-Step Alpha Vinyl QST       | Quick-Step Alpha Vinyl QST |
| -------------------------- | -------------------------------- | -------------------------- |
| Nr                         | Kolarz                           | Miejsce                    |
| 1                          | Julian Alaphilippe (FRA) (szosa) | 5.                         |
| 2                          | Andrea Bagioli (ITA)             | 108.                       |
| 3                          | Dries Devenyns (BEL)             | 74.                        |
| 5                          | Mauro Schmid (SUI)               | 23.                        |
| 6                          | Pieter Serry (BEL)               | 47.                        |
| 7                          | Mauri Vansevenant (BEL)          | 70.                        |

| Groupama-FDJ GFC | Groupama-FDJ GFC            | Groupama-FDJ GFC |
| ---------------- | --------------------------- | ---------------- |
| Nr               | Kolarz                      | Miejsce          |
| 11               | Reuben Thompson (NZL)       | 64.              |
| 12               | Matthieu Ladagnous (FRA)    | 60.              |
| 13               | Bruno Armirail (FRA)        | DNF              |
| 14               | Sébastien Reichenbach (SUI) | 12.              |
| 15               | Quentin Pacher (FRA)        | 11.              |
| 16               | Romain Grégoire (FRA)       | 38.              |
| 17               | Anthony Roux (FRA)          | 104.             |

| Jumbo-Visma TJV | Jumbo-Visma TJV         | Jumbo-Visma TJV |
| --------------- | ----------------------- | --------------- |
| Nr              | Kolarz                  | Miejsce         |
| 21              | Primož Roglič (SLO)     | 28.             |
| 22              | Gijs Leemreize (NED)    | 56.             |
| 23              | Sam Oomen (NED)         | 30.             |
| 24              | Jonas Vingegaard (DEN)  | 1.              |
| 25              | Steven Kruijswijk (NED) | 45.             |
| 26              | Sepp Kuss (USA)         | 34.             |

| UAE Team Emirates UAD | UAE Team Emirates UAD      | UAE Team Emirates UAD |
| --------------------- | -------------------------- | --------------------- |
| Nr                    | Kolarz                     | Miejsce               |
| 31                    | Diego Ulissi (ITA)         | 15.                   |
| 32                    | Juan Ayuso (ESP)           | 4.                    |
| 33                    | Andrés Camilo Ardila (COL) | 50.                   |
| 34                    | Finn Fisher-Black (NZL)    | DNF                   |
| 35                    | Brandon McNulty (USA)      | 52.                   |
| 36                    | Jan Polanc (SLO)           | 20.                   |
| 37                    | Joël Suter (SUI)           | DNF                   |

| Alpecin-Fenix AFC | Alpecin-Fenix AFC     | Alpecin-Fenix AFC |
| ----------------- | --------------------- | ----------------- |
| Nr                | Kolarz                | Miejsce           |
| 41                | Stefano Oldani (ITA)  | 8.                |
| 42                | Simon Dehairs (BEL)   | DNF               |
| 44                | Edward Anderson (USA) | DNF               |
| 45                | Jakub Mareczko (ITA)  | 95.               |
| 46                | Floris De Tier (BEL)  | 14.               |
| 47                | Jimmy Janssens (BEL)  | 73.               |

| Bora-Hansgrohe BOH | Bora-Hansgrohe BOH        | Bora-Hansgrohe BOH |
| ------------------ | ------------------------- | ------------------ |
| Nr                 | Kolarz                    | Miejsce            |
| 51                 | Wilco Kelderman (NED)     | 33.                |
| 52                 | Lennard Kämna (GER)       | 21.                |
| 53                 | Matteo Fabbro (ITA)       | DNF                |
| 54                 | Anton Palzer (GER)        | DNS                |
| 55                 | Felix Großschartner (AUT) | 31.                |
| 56                 | Giovanni Aleotti (ITA)    | 109.               |
| 57                 | Ben Zwiehoff (GER)        | 96.                |

| AG2R Citroën Team ACT | AG2R Citroën Team ACT   | AG2R Citroën Team ACT |
| --------------------- | ----------------------- | --------------------- |
| Nr                    | Kolarz                  | Miejsce               |
| 61                    | Benoît Cosnefroy (FRA)  | 3.                    |
| 62                    | Lilian Calmejane (FRA)  | 40.                   |
| 63                    | Mikaël Cherel (FRA)     | 65.                   |
| 64                    | Dorian Godon (FRA)      | 13.                   |
| 65                    | Jaakko Hänninen (FIN)   | 90.                   |
| 66                    | Nans Peters (FRA)       | 77.                   |
| 67                    | Nicolas Prodhomme (FRA) | 79.                   |

| Trek-Segafredo TFS | Trek-Segafredo TFS       | Trek-Segafredo TFS |
| ------------------ | ------------------------ | ------------------ |
| Nr                 | Kolarz                   | Miejsce            |
| 71                 | Gianluca Brambilla (ITA) | 57.                |
| 72                 | Julien Bernard (FRA)     | 32.                |
| 74                 | Antwan Tolhoek (NED)     | DNF                |
| 75                 | Asbjørn Hellemose (DEN)  | 88.                |
| 76                 | Juan Pedro López (ESP)   | 43.                |
| 77                 | Quinn Simmons (USA)      | 16.                |

| Astana Qazaqstan Team AST | Astana Qazaqstan Team AST   | Astana Qazaqstan Team AST |
| ------------------------- | --------------------------- | ------------------------- |
| Nr                        | Kolarz                      | Miejsce                   |
| 81                        | Manuele Boaro (ITA)         | 84.                       |
| 82                        | Joe Dombrowski (USA)        | 111.                      |
| 83                        | Fabio Felline (ITA)         | 55.                       |
| 84                        | Alaksandr Rabuszenka (BLR)  | 110.                      |
| 85                        | Harold Tejada (COL)         | 27.                       |
| 86                        | Nurbergen Nurłychasym (KAZ) | 105.                      |
| 87                        | Andriej Zejc (KAZ)          | DNF                       |

| Intermarché-Wanty-Gobert Matériaux IWG | Intermarché-Wanty-Gobert Matériaux IWG | Intermarché-Wanty-Gobert Matériaux IWG |
| -------------------------------------- | -------------------------------------- | -------------------------------------- |
| Nr                                     | Kolarz                                 | Miejsce                                |
| 91                                     | Biniam Girmay (ERI)                    | 7.                                     |
| 92                                     | Jan Bakelants (BEL)                    | 54.                                    |
| 93                                     | Hugo Page (FRA)                        | 61.                                    |
| 94                                     | Théo Delacroix (FRA)                   | 103.                                   |
| 95                                     | Simone Petilli (ITA)                   | DNF                                    |
| 96                                     | Lorenzo Rota (ITA)                     | 18.                                    |
| 97                                     | Georg Zimmermann (GER)                 | 102.                                   |

| Cofidis COF | Cofidis COF               | Cofidis COF |
| ----------- | ------------------------- | ----------- |
| Nr          | Kolarz                    | Miejsce     |
| 101         | Guillaume Martin (FRA)    | 2.          |
| 102         | Anthony Perez (FRA)       | 51.         |
| 103         | Axel Zingle (FRA)         | 35.         |
| 104         | Victor Lafay (FRA)        | 19.         |
| 105         | Pierre-Luc Périchon (FRA) | 80.         |
| 106         | Rémy Rochas (FRA)         | DNF         |
| 107         | Benjamin Thomas (FRA)     | 49.         |

| Arkéa-Samsic ARK | Arkéa-Samsic ARK          | Arkéa-Samsic ARK |
| ---------------- | ------------------------- | ---------------- |
| Nr               | Kolarz                    | Miejsce          |
| 111              | Warren Barguil (FRA)      | 9.               |
| 112              | Nacer Bouhanni (FRA)      | 67.              |
| 113              | Miguel Flórez López (COL) | 58.              |
| 114              | Simon Guglielmi (FRA)     | 22.              |
| 115              | Romain Hardy (FRA)        | 97.              |
| 116              | Laurent Pichon (FRA)      | 39.              |
| 117              | Alan Riou (FRA)           | 78.              |

| Lotto-Soudal LTS | Lotto-Soudal LTS       | Lotto-Soudal LTS |
| ---------------- | ---------------------- | ---------------- |
| Nr               | Kolarz                 | Miejsce          |
| 121              | Steff Cras (BEL)       | 113.             |
| 122              | Thomas De Gendt (BEL)  | DNF              |
| 123              | Harm Vanhoucke (BEL)   | 112.             |
| 124              | Andreas Kron (DEN)     | 69.              |
| 125              | Kamil Małecki (POL)    | DNF              |
| 126              | Sylvain Moniquet (BEL) | 29.              |
| 127              | Maxim Van Gils (BEL)   | 25.              |

| TotalEnergies TEN | TotalEnergies TEN        | TotalEnergies TEN |
| ----------------- | ------------------------ | ----------------- |
| Nr                | Kolarz                   | Miejsce           |
| 131               | Pierre Latour (FRA)      | 82.               |
| 132               | Mathieu Burgaudeau (FRA) | 10.               |
| 133               | Jérémy Cabot (FRA)       | 71.               |
| 134               | Alexis Vuillermoz (FRA)  | 6.                |
| 135               | Valentin Ferron (FRA)    | 46.               |
| 136               | Fabien Doubey (FRA)      | 48.               |
| 137               | Julien Simon (FRA)       | 17.               |

| Uno-X Pro Cycling Team UXT | Uno-X Pro Cycling Team UXT       | Uno-X Pro Cycling Team UXT |
| -------------------------- | -------------------------------- | -------------------------- |
| Nr                         | Kolarz                           | Miejsce                    |
| 141                        | Niklas Eg (DEN)                  | 76.                        |
| 142                        | Jacob Hindsgaul Madsen (DEN)     | 100.                       |
| 143                        | Torstein Træen (NOR)             | 24.                        |
| 144                        | Anthon Charmig (DEN)             | 98.                        |
| 145                        | Torjus Sleen (NOR)               | 66.                        |
| 146                        | Martin Urianstad (NOR)           | 89.                        |
| 147                        | Anders Halland Johannessen (NOR) | DNF                        |

| B&B Hotels-KTM BBK | B&B Hotels-KTM BBK          | B&B Hotels-KTM BBK |
| ------------------ | --------------------------- | ------------------ |
| Nr                 | Kolarz                      | Miejsce            |
| 151                | Cyril Gautier (FRA)         | 93.                |
| 152                | Franck Bonnamour (FRA)      | 41.                |
| 153                | Maxime Chevalier (FRA)      | 94.                |
| 154                | Thibault Ferasse (FRA)      | DNF                |
| 155                | Victor Koretzky (FRA)       | 63.                |
| 156                | Alexis Gougeard (FRA)       | 75.                |
| 157                | Sebastian Schönberger (AUT) | DNF                |

| Bingoal Pauwels Sauces WB BWB | Bingoal Pauwels Sauces WB BWB | Bingoal Pauwels Sauces WB BWB |
| ----------------------------- | ----------------------------- | ----------------------------- |
| Nr                            | Kolarz                        | Miejsce                       |
| 161                           | Johan Meens (BEL)             | DNF                           |
| 162                           | Rémy Mertz (BEL)              | 42.                           |
| 163                           | Kenny Molly (BEL)             | 36.                           |
| 164                           | Luc Wirtgen (LUX)             | 62.                           |
| 165                           | Gil Gelders (BEL)             | 53.                           |
| 166                           | Dimitri Peyskens (BEL)        | DNS                           |
| 167                           | Marco Tizza (ITA)             | 44.                           |

| Riwal Cycling Team RIW | Riwal Cycling Team RIW   | Riwal Cycling Team RIW |
| ---------------------- | ------------------------ | ---------------------- |
| Nr                     | Kolarz                   | Miejsce                |
| 171                    | Lucas Eriksson (SWE)     | 101.                   |
| 172                    | Jacob Eriksson (SWE)     | 59.                    |
| 173                    | Elmar Reinders (NED)     | 92.                    |
| 174                    | Martijn Budding (NED)    | DNF                    |
| 175                    | Christoffer Lisson (DEN) | DNS                    |
| 176                    | Mathias Bregnhøj (DEN)   | 85.                    |

| Saint Michel-Auber 93 AUB | Saint Michel-Auber 93 AUB | Saint Michel-Auber 93 AUB |
| ------------------------- | ------------------------- | ------------------------- |
| Nr                        | Kolarz                    | Miejsce                   |
| 182                       | Flavien Maurelet (FRA)    | 99.                       |
| 184                       | Anthony Maldonado (FRA)   | 68.                       |
| 185                       | Tony Hurel (FRA)          | DNF                       |
| 186                       | Yoann Paillot (FRA)       | 87.                       |
| 187                       | Morne van Niekerk (RSA)   | 107.                      |

| Go Sport-Roubaix Lille Métropole GRL | Go Sport-Roubaix Lille Métropole GRL | Go Sport-Roubaix Lille Métropole GRL |
| ------------------------------------ | ------------------------------------ | ------------------------------------ |
| Nr                                   | Kolarz                               | Miejsce                              |
| 191                                  | Clément Carisey (FRA)                | 81.                                  |
| 192                                  | Thomas Denis (FRA)                   | DNF                                  |
| 193                                  | Maxime Jarnet (FRA)                  | DNF                                  |
| 194                                  | Jérémy Leveau (FRA)                  | DNF                                  |
| 195                                  | Tom Mainguenaud (FRA)                | 86.                                  |
| 196                                  | Evaldas Šiškevicius (LTU)            | DNS                                  |

| Team U Nantes Atlantique 194 | Team U Nantes Atlantique 194 | Team U Nantes Atlantique 194 |
| ---------------------------- | ---------------------------- | ---------------------------- |
| Nr                           | Kolarz                       | Miejsce                      |
| 201                          | Louis Barré (FRA)            | 37.                          |
| 202                          | Léo Danès (FRA)              | DNF                          |
| 203                          | Maël Guégan (FRA)            | DNF                          |
| 204                          | Mathias Le Turnier (FRA)     | 83.                          |
| 205                          | Jordan Jegat (FRA)           | DNF                          |
| 206                          | Axel Mariault (FRA)          | DNF                          |
| 207                          | Emmanuel Morin (FRA)         | DNF                          |

| Nice Métropole Côte d'Azur NMC | Nice Métropole Côte d'Azur NMC | Nice Métropole Côte d'Azur NMC |
| ------------------------------ | ------------------------------ | ------------------------------ |
| Nr                             | Kolarz                         | Miejsce                        |
| 211                            | Maxime Urruty (FRA)            | 106.                           |
| 212                            | Jonathan Couanon (FRA)         | DNF                            |
| 213                            | Kévin Besson (FRA)             | DNF                            |
| 214                            | Edouard Bonnefoix (FRA)        | DNF                            |
| 215                            | Paul Hennequin (FRA)           | 91.                            |
| 216                            | Tristan Delacroix (FRA)        | 72.                            |
| 217                            | Andrea Mifsud                  | 26.                            |

| Quick-Step Alpha Vinyl QST | Quick-Step Alpha Vinyl QST       | Quick-Step Alpha Vinyl QST |
| -------------------------- | -------------------------------- | -------------------------- |
| Nr                         | Kolarz                           | Miejsce                    |
| 1                          | Julian Alaphilippe (FRA) (szosa) | 5.                         |
| 2                          | Andrea Bagioli (ITA)             | 108.                       |
| 3                          | Dries Devenyns (BEL)             | 74.                        |
| 5                          | Mauro Schmid (SUI)               | 23.                        |
| 6                          | Pieter Serry (BEL)               | 47.                        |
| 7                          | Mauri Vansevenant (BEL)          | 70.                        |

| Groupama-FDJ GFC | Groupama-FDJ GFC            | Groupama-FDJ GFC |
| ---------------- | --------------------------- | ---------------- |
| Nr               | Kolarz                      | Miejsce          |
| 11               | Reuben Thompson (NZL)       | 64.              |
| 12               | Matthieu Ladagnous (FRA)    | 60.              |
| 13               | Bruno Armirail (FRA)        | DNF              |
| 14               | Sébastien Reichenbach (SUI) | 12.              |
| 15               | Quentin Pacher (FRA)        | 11.              |
| 16               | Romain Grégoire (FRA)       | 38.              |
| 17               | Anthony Roux (FRA)          | 104.             |

| Jumbo-Visma TJV | Jumbo-Visma TJV         | Jumbo-Visma TJV |
| --------------- | ----------------------- | --------------- |
| Nr              | Kolarz                  | Miejsce         |
| 21              | Primož Roglič (SLO)     | 28.             |
| 22              | Gijs Leemreize (NED)    | 56.             |
| 23              | Sam Oomen (NED)         | 30.             |
| 24              | Jonas Vingegaard (DEN)  | 1.              |
| 25              | Steven Kruijswijk (NED) | 45.             |
| 26              | Sepp Kuss (USA)         | 34.             |

| UAE Team Emirates UAD | UAE Team Emirates UAD      | UAE Team Emirates UAD |
| --------------------- | -------------------------- | --------------------- |
| Nr                    | Kolarz                     | Miejsce               |
| 31                    | Diego Ulissi (ITA)         | 15.                   |
| 32                    | Juan Ayuso (ESP)           | 4.                    |
| 33                    | Andrés Camilo Ardila (COL) | 50.                   |
| 34                    | Finn Fisher-Black (NZL)    | DNF                   |
| 35                    | Brandon McNulty (USA)      | 52.                   |
| 36                    | Jan Polanc (SLO)           | 20.                   |
| 37                    | Joël Suter (SUI)           | DNF                   |

| Alpecin-Fenix AFC | Alpecin-Fenix AFC     | Alpecin-Fenix AFC |
| ----------------- | --------------------- | ----------------- |
| Nr                | Kolarz                | Miejsce           |
| 41                | Stefano Oldani (ITA)  | 8.                |
| 42                | Simon Dehairs (BEL)   | DNF               |
| 44                | Edward Anderson (USA) | DNF               |
| 45                | Jakub Mareczko (ITA)  | 95.               |
| 46                | Floris De Tier (BEL)  | 14.               |
| 47                | Jimmy Janssens (BEL)  | 73.               |

| Bora-Hansgrohe BOH | Bora-Hansgrohe BOH        | Bora-Hansgrohe BOH |
| ------------------ | ------------------------- | ------------------ |
| Nr                 | Kolarz                    | Miejsce            |
| 51                 | Wilco Kelderman (NED)     | 33.                |
| 52                 | Lennard Kämna (GER)       | 21.                |
| 53                 | Matteo Fabbro (ITA)       | DNF                |
| 54                 | Anton Palzer (GER)        | DNS                |
| 55                 | Felix Großschartner (AUT) | 31.                |
| 56                 | Giovanni Aleotti (ITA)    | 109.               |
| 57                 | Ben Zwiehoff (GER)        | 96.                |

| AG2R Citroën Team ACT | AG2R Citroën Team ACT   | AG2R Citroën Team ACT |
| --------------------- | ----------------------- | --------------------- |
| Nr                    | Kolarz                  | Miejsce               |
| 61                    | Benoît Cosnefroy (FRA)  | 3.                    |
| 62                    | Lilian Calmejane (FRA)  | 40.                   |
| 63                    | Mikaël Cherel (FRA)     | 65.                   |
| 64                    | Dorian Godon (FRA)      | 13.                   |
| 65                    | Jaakko Hänninen (FIN)   | 90.                   |
| 66                    | Nans Peters (FRA)       | 77.                   |
| 67                    | Nicolas Prodhomme (FRA) | 79.                   |

| Trek-Segafredo TFS | Trek-Segafredo TFS       | Trek-Segafredo TFS |
| ------------------ | ------------------------ | ------------------ |
| Nr                 | Kolarz                   | Miejsce            |
| 71                 | Gianluca Brambilla (ITA) | 57.                |
| 72                 | Julien Bernard (FRA)     | 32.                |
| 74                 | Antwan Tolhoek (NED)     | DNF                |
| 75                 | Asbjørn Hellemose (DEN)  | 88.                |
| 76                 | Juan Pedro López (ESP)   | 43.                |
| 77                 | Quinn Simmons (USA)      | 16.                |

| Astana Qazaqstan Team AST | Astana Qazaqstan Team AST   | Astana Qazaqstan Team AST |
| ------------------------- | --------------------------- | ------------------------- |
| Nr                        | Kolarz                      | Miejsce                   |
| 81                        | Manuele Boaro (ITA)         | 84.                       |
| 82                        | Joe Dombrowski (USA)        | 111.                      |
| 83                        | Fabio Felline (ITA)         | 55.                       |
| 84                        | Alaksandr Rabuszenka (BLR)  | 110.                      |
| 85                        | Harold Tejada (COL)         | 27.                       |
| 86                        | Nurbergen Nurłychasym (KAZ) | 105.                      |
| 87                        | Andriej Zejc (KAZ)          | DNF                       |

| Intermarché-Wanty-Gobert Matériaux IWG | Intermarché-Wanty-Gobert Matériaux IWG | Intermarché-Wanty-Gobert Matériaux IWG |
| -------------------------------------- | -------------------------------------- | -------------------------------------- |
| Nr                                     | Kolarz                                 | Miejsce                                |
| 91                                     | Biniam Girmay (ERI)                    | 7.                                     |
| 92                                     | Jan Bakelants (BEL)                    | 54.                                    |
| 93                                     | Hugo Page (FRA)                        | 61.                                    |
| 94                                     | Théo Delacroix (FRA)                   | 103.                                   |
| 95                                     | Simone Petilli (ITA)                   | DNF                                    |
| 96                                     | Lorenzo Rota (ITA)                     | 18.                                    |
| 97                                     | Georg Zimmermann (GER)                 | 102.                                   |

| Cofidis COF | Cofidis COF               | Cofidis COF |
| ----------- | ------------------------- | ----------- |
| Nr          | Kolarz                    | Miejsce     |
| 101         | Guillaume Martin (FRA)    | 2.          |
| 102         | Anthony Perez (FRA)       | 51.         |
| 103         | Axel Zingle (FRA)         | 35.         |
| 104         | Victor Lafay (FRA)        | 19.         |
| 105         | Pierre-Luc Périchon (FRA) | 80.         |
| 106         | Rémy Rochas (FRA)         | DNF         |
| 107         | Benjamin Thomas (FRA)     | 49.         |

| Arkéa-Samsic ARK | Arkéa-Samsic ARK          | Arkéa-Samsic ARK |
| ---------------- | ------------------------- | ---------------- |
| Nr               | Kolarz                    | Miejsce          |
| 111              | Warren Barguil (FRA)      | 9.               |
| 112              | Nacer Bouhanni (FRA)      | 67.              |
| 113              | Miguel Flórez López (COL) | 58.              |
| 114              | Simon Guglielmi (FRA)     | 22.              |
| 115              | Romain Hardy (FRA)        | 97.              |
| 116              | Laurent Pichon (FRA)      | 39.              |
| 117              | Alan Riou (FRA)           | 78.              |

| Lotto-Soudal LTS | Lotto-Soudal LTS       | Lotto-Soudal LTS |
| ---------------- | ---------------------- | ---------------- |
| Nr               | Kolarz                 | Miejsce          |
| 121              | Steff Cras (BEL)       | 113.             |
| 122              | Thomas De Gendt (BEL)  | DNF              |
| 123              | Harm Vanhoucke (BEL)   | 112.             |
| 124              | Andreas Kron (DEN)     | 69.              |
| 125              | Kamil Małecki (POL)    | DNF              |
| 126              | Sylvain Moniquet (BEL) | 29.              |
| 127              | Maxim Van Gils (BEL)   | 25.              |

| TotalEnergies TEN | TotalEnergies TEN        | TotalEnergies TEN |
| ----------------- | ------------------------ | ----------------- |
| Nr                | Kolarz                   | Miejsce           |
| 131               | Pierre Latour (FRA)      | 82.               |
| 132               | Mathieu Burgaudeau (FRA) | 10.               |
| 133               | Jérémy Cabot (FRA)       | 71.               |
| 134               | Alexis Vuillermoz (FRA)  | 6.                |
| 135               | Valentin Ferron (FRA)    | 46.               |
| 136               | Fabien Doubey (FRA)      | 48.               |
| 137               | Julien Simon (FRA)       | 17.               |

| Uno-X Pro Cycling Team UXT | Uno-X Pro Cycling Team UXT       | Uno-X Pro Cycling Team UXT |
| -------------------------- | -------------------------------- | -------------------------- |
| Nr                         | Kolarz                           | Miejsce                    |
| 141                        | Niklas Eg (DEN)                  | 76.                        |
| 142                        | Jacob Hindsgaul Madsen (DEN)     | 100.                       |
| 143                        | Torstein Træen (NOR)             | 24.                        |
| 144                        | Anthon Charmig (DEN)             | 98.                        |
| 145                        | Torjus Sleen (NOR)               | 66.                        |
| 146                        | Martin Urianstad (NOR)           | 89.                        |
| 147                        | Anders Halland Johannessen (NOR) | DNF                        |

| B&B Hotels-KTM BBK | B&B Hotels-KTM BBK          | B&B Hotels-KTM BBK |
| ------------------ | --------------------------- | ------------------ |
| Nr                 | Kolarz                      | Miejsce            |
| 151                | Cyril Gautier (FRA)         | 93.                |
| 152                | Franck Bonnamour (FRA)      | 41.                |
| 153                | Maxime Chevalier (FRA)      | 94.                |
| 154                | Thibault Ferasse (FRA)      | DNF                |
| 155                | Victor Koretzky (FRA)       | 63.                |
| 156                | Alexis Gougeard (FRA)       | 75.                |
| 157                | Sebastian Schönberger (AUT) | DNF                |

| Bingoal Pauwels Sauces WB BWB | Bingoal Pauwels Sauces WB BWB | Bingoal Pauwels Sauces WB BWB |
| ----------------------------- | ----------------------------- | ----------------------------- |
| Nr                            | Kolarz                        | Miejsce                       |
| 161                           | Johan Meens (BEL)             | DNF                           |
| 162                           | Rémy Mertz (BEL)              | 42.                           |
| 163                           | Kenny Molly (BEL)             | 36.                           |
| 164                           | Luc Wirtgen (LUX)             | 62.                           |
| 165                           | Gil Gelders (BEL)             | 53.                           |
| 166                           | Dimitri Peyskens (BEL)        | DNS                           |
| 167                           | Marco Tizza (ITA)             | 44.                           |

| Riwal Cycling Team RIW | Riwal Cycling Team RIW   | Riwal Cycling Team RIW |
| ---------------------- | ------------------------ | ---------------------- |
| Nr                     | Kolarz                   | Miejsce                |
| 171                    | Lucas Eriksson (SWE)     | 101.                   |
| 172                    | Jacob Eriksson (SWE)     | 59.                    |
| 173                    | Elmar Reinders (NED)     | 92.                    |
| 174                    | Martijn Budding (NED)    | DNF                    |
| 175                    | Christoffer Lisson (DEN) | DNS                    |
| 176                    | Mathias Bregnhøj (DEN)   | 85.                    |

| Saint Michel-Auber 93 AUB | Saint Michel-Auber 93 AUB | Saint Michel-Auber 93 AUB |
| ------------------------- | ------------------------- | ------------------------- |
| Nr                        | Kolarz                    | Miejsce                   |
| 182                       | Flavien Maurelet (FRA)    | 99.                       |
| 184                       | Anthony Maldonado (FRA)   | 68.                       |
| 185                       | Tony Hurel (FRA)          | DNF                       |
| 186                       | Yoann Paillot (FRA)       | 87.                       |
| 187                       | Morne van Niekerk (RSA)   | 107.                      |

| Go Sport-Roubaix Lille Métropole GRL | Go Sport-Roubaix Lille Métropole GRL | Go Sport-Roubaix Lille Métropole GRL |
| ------------------------------------ | ------------------------------------ | ------------------------------------ |
| Nr                                   | Kolarz                               | Miejsce                              |
| 191                                  | Clément Carisey (FRA)                | 81.                                  |
| 192                                  | Thomas Denis (FRA)                   | DNF                                  |
| 193                                  | Maxime Jarnet (FRA)                  | DNF                                  |
| 194                                  | Jérémy Leveau (FRA)                  | DNF                                  |
| 195                                  | Tom Mainguenaud (FRA)                | 86.                                  |
| 196                                  | Evaldas Šiškevicius (LTU)            | DNS                                  |

| Team U Nantes Atlantique 194 | Team U Nantes Atlantique 194 | Team U Nantes Atlantique 194 |
| ---------------------------- | ---------------------------- | ---------------------------- |
| Nr                           | Kolarz                       | Miejsce                      |
| 201                          | Louis Barré (FRA)            | 37.                          |
| 202                          | Léo Danès (FRA)              | DNF                          |
| 203                          | Maël Guégan (FRA)            | DNF                          |
| 204                          | Mathias Le Turnier (FRA)     | 83.                          |
| 205                          | Jordan Jegat (FRA)           | DNF                          |
| 206                          | Axel Mariault (FRA)          | DNF                          |
| 207                          | Emmanuel Morin (FRA)         | DNF                          |

| Nice Métropole Côte d'Azur NMC | Nice Métropole Côte d'Azur NMC | Nice Métropole Côte d'Azur NMC |
| ------------------------------ | ------------------------------ | ------------------------------ |
| Nr                             | Kolarz                         | Miejsce                        |
| 211                            | Maxime Urruty (FRA)            | 106.                           |
| 212                            | Jonathan Couanon (FRA)         | DNF                            |
| 213                            | Kévin Besson (FRA)             | DNF                            |
| 214                            | Edouard Bonnefoix (FRA)        | DNF                            |
| 215                            | Paul Hennequin (FRA)           | 91.                            |
| 216                            | Tristan Delacroix (FRA)        | 72.                            |
| 217                            | Andrea Mifsud                  | 26.                            |

## Klasyfikacja generalna
| \| Klasyfikacja generalna \| Klasyfikacja generalna \| Klasyfikacja generalna \| Klasyfikacja generalna \| Klasyfikacja generalna \| \| Kolarz \| Kolarz \| Państwo \| Drużyna \| Czas \| \| ---------------------- \| ---------------------- \| ---------------------- \| ---------------------------------- \| ---------------------- \| \| 1. \| Jonas Vingegaard \| Dania \| Jumbo-Visma \| 4h 37' 05" \| \| 2. \| Guillaume Martin \| Francja \| Cofidis \| + 3" \| \| 3. \| Benoît Cosnefroy \| Francja \| AG2R Citroën Team \| + 3" \| \| 4. \| Juan Ayuso \| Hiszpania \| UAE Team Emirates \| + 21" \| \| 5. \| Julian Alaphilippe \| Francja \| Quick-Step Alpha Vinyl \| + 29" \| \| 6. \| Alexis Vuillermoz \| Francja \| TotalEnergies \| + 34" \| \| 7. \| Biniam Girmay \| Erytrea \| Intermarché-Wanty-Gobert Matériaux \| + 36" \| \| 8. \| Stefano Oldani \| Włochy \| Alpecin-Fenix \| + 36" \| \| 9. \| Warren Barguil \| Francja \| Arkéa-Samsic \| + 36" \| \| 10. \| Mathieu Burgaudeau \| Francja \| TotalEnergies \| + 38" \| |                    |           |                                    |            |
| |                    |           |                                    |            |
| Źródło: ProCyclingStats |                    |           |                                    |            |
| Klasyfikacja generalna |                    |           |                                    |            |
| Kolarz | Kolarz             | Państwo   | Drużyna                            | Czas       |
| 1. | Jonas Vingegaard   | Dania     | Jumbo-Visma                        | 4h 37' 05" |
| 2. | Guillaume Martin   | Francja   | Cofidis                            | + 3"       |
| 3. | Benoît Cosnefroy   | Francja   | AG2R Citroën Team                  | + 3"       |
| 4. | Juan Ayuso         | Hiszpania | UAE Team Emirates                  | + 21"      |
| 5. | Julian Alaphilippe | Francja   | Quick-Step Alpha Vinyl             | + 29"      |
| 6. | Alexis Vuillermoz  | Francja   | TotalEnergies                      | + 34"      |
| 7. | Biniam Girmay      | Erytrea   | Intermarché-Wanty-Gobert Matériaux | + 36"      |
| 8. | Stefano Oldani     | Włochy    | Alpecin-Fenix                      | + 36"      |
| 9. | Warren Barguil     | Francja   | Arkéa-Samsic                       | + 36"      |
| 10. | Mathieu Burgaudeau | Francja   | TotalEnergies                      | + 38"      |